# Beguea apetala
Beguea apetala är en kinesträdsväxtart som beskrevs av René Paul Raymond Capuron. Beguea apetala ingår i släktet Beguea och familjen kinesträdsväxter. Inga underarter finns listade i Catalogue of Life.